# Seznam dílů seriálu Usvědčeni
Toto je seznam dílů seriálu Usvědčeni.

## Přehled řad
| Řada | Díly | Premiéra v USA | Premiéra v USA  | Premiéra v ČR | Premiéra v ČR |
| Řada | Díly | První díl      | Poslední díl    | První díl     | Poslední díl  |
| ---- | ---- | -------------- | --------------- | ------------- | ------------- |
| 1    | 13   | 3. března 2006 | 19. května 2006 | vysíláno      | vysíláno      |

## Seznam dílů

### První řada (2006)
| Č. v seriálu | Původní název | Český název      | Režie              | Scénář                                | Premiéra v USA  | Premiéra v ČR |
| ------------ | ------------- | ---------------- | ------------------ | ------------------------------------- | --------------- | ------------- |
| 1            | Pilot         | —                | Matt Reeves        | Rick Eid, Walon Green a James Grissom | 3. března 2006  | vysíláno      |
| 2            | Denial        | Popření          | Norberto Barba     | Rick Eid                              | 10. března 2006 | vysíláno      |
| 3            | Breakup       | Navždy sbohem    | Randall Zisk       | Greg Plageman                         | 17. března 2006 | vysíláno      |
| 4            | Indebted      | Dluh             | Vincent Misiano    | Carter Harris                         | 24. března 2006 | vysíláno      |
| 5            | Savasana      | Jóga             | Caleb Deschanel    | Gavin Harris a Pamela J. Wechsler     | 31. března 2006 | vysíláno      |
| 6            | Madness       | Šílenství        | Caleb Deschanel    | Walon Green                           | 7. dubna 2006   | vysíláno      |
| 7            | True Love     | Pravá láska      | Jeffrey Reiner     | Rick Eid                              | 11. dubna 2006  | vysíláno      |
| 8            | Downhill      | Pád              | Michael Fresco     | David Mills                           | 14. dubna 2006  | vysíláno      |
| 9            | The Wall      | Zeď              | Steven DePaul      | Laurie Arent a Greg Plageman          | 28. dubna 2006  | vysíláno      |
| 10           | Deliverance   | Vysvobození      | Vincent Misiano    | Robert Nathan a Pamela J. Wechsler    | 5. května 2006  | vysíláno      |
| 11           | Indiscretion  | Nerozvážnost     | Elodie Keene       | Laurie Arent                          | 12. května 2006 | vysíláno      |
| 12           | 180.80        | Vím, že jsi vrah | Norberto Barba     | Carter Harris a Gavin Harris          | 19. května 2006 | vysíláno      |
| 13           | Hostage       | Rukojmí          | Constantine Makris | Rick Eid a Walon Green                | 19. května 2006 | vysíláno      |